# Station Drap-Cantaron
Station Drap-Cantaron is een spoorwegstation in de Franse gemeente Cantaron.